# Henrik Bertilsson
Henrik Bertilsson (ur. 16 października 1969 w Gånghester) – szwedzki piłkarz występujący na pozycji napastnika.

## Kariera klubowa
Bertilsson karierę rozpoczynał w 1987 roku w trzecioligowym zespole Falkenbergs FF. W tym samym roku awansował z nim do drugiej ligi, ale w 1989 roku spadł z powrotem do trzeciej. W 1992 roku został graczem drugoligowego Halmstadu i w tym samym roku awansował z nim do pierwszej ligi. W sezonie 1993 z 18 bramkami, został jej królem strzelców.
W 1994 roku Bertilsson przeszedł do francuskiego FC Martigues. W Division 1 zadebiutował 29 lipca 1994 w wygranym 1:0 meczu z Montpellier HSC. 13 sierpnia 1994 w wygranym 2:1 pojedynku z Le Havre AC strzelił pierwszego gola w Division 1. Zawodnikiem Martigues był przez rok.
W 1995 roku wrócił do Szwecji, gdzie został graczem klubu Örgryte IS. W 1998 roku dotarł z nim do finału Pucharu Szwecji. W 1999 roku wrócił do Halmstads BK. W 2000 roku zdobył z nim mistrzostwo Szwecji. W Halmstadzie grał do 2001 roku. W kolejnych latach występował jeszcze w Falkenbergs FF oraz Arvidstorps IK. W 2005 roku zakończył karierę.

## Kariera reprezentacyjna
W reprezentacji Szwecji Bertilsson wystąpił jeden raz, 11 sierpnia 1993 w przegranym 1:2 towarzyskim meczu ze Szwajcarią.